# Lukići
Lukići (cyr. Лукићи) – wieś w Bośni i Hercegowinie, w Republice Serbskiej, w gminie Milići. W 2013 roku liczyła 277 mieszkańców.